# Chiesa di San Lorenzo (Sover)
La chiesa di San Lorenzo è la parrocchiale di Sover in val di Cembra, Trentino. Rientra nella zona pastorale di Mezzolombardo dell'arcidiocesi di Trento e risale al VII secolo.

## Storia

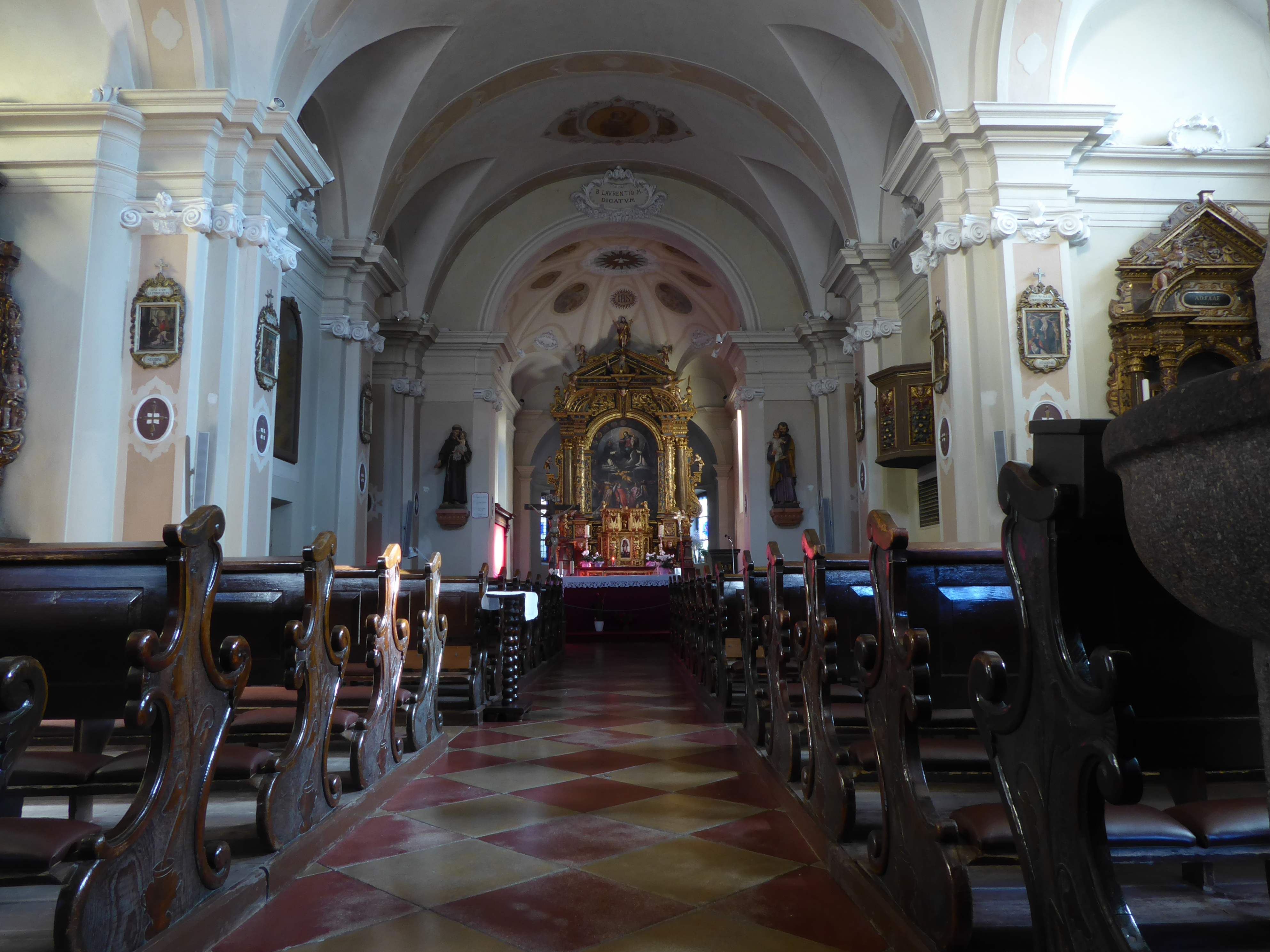
Interno

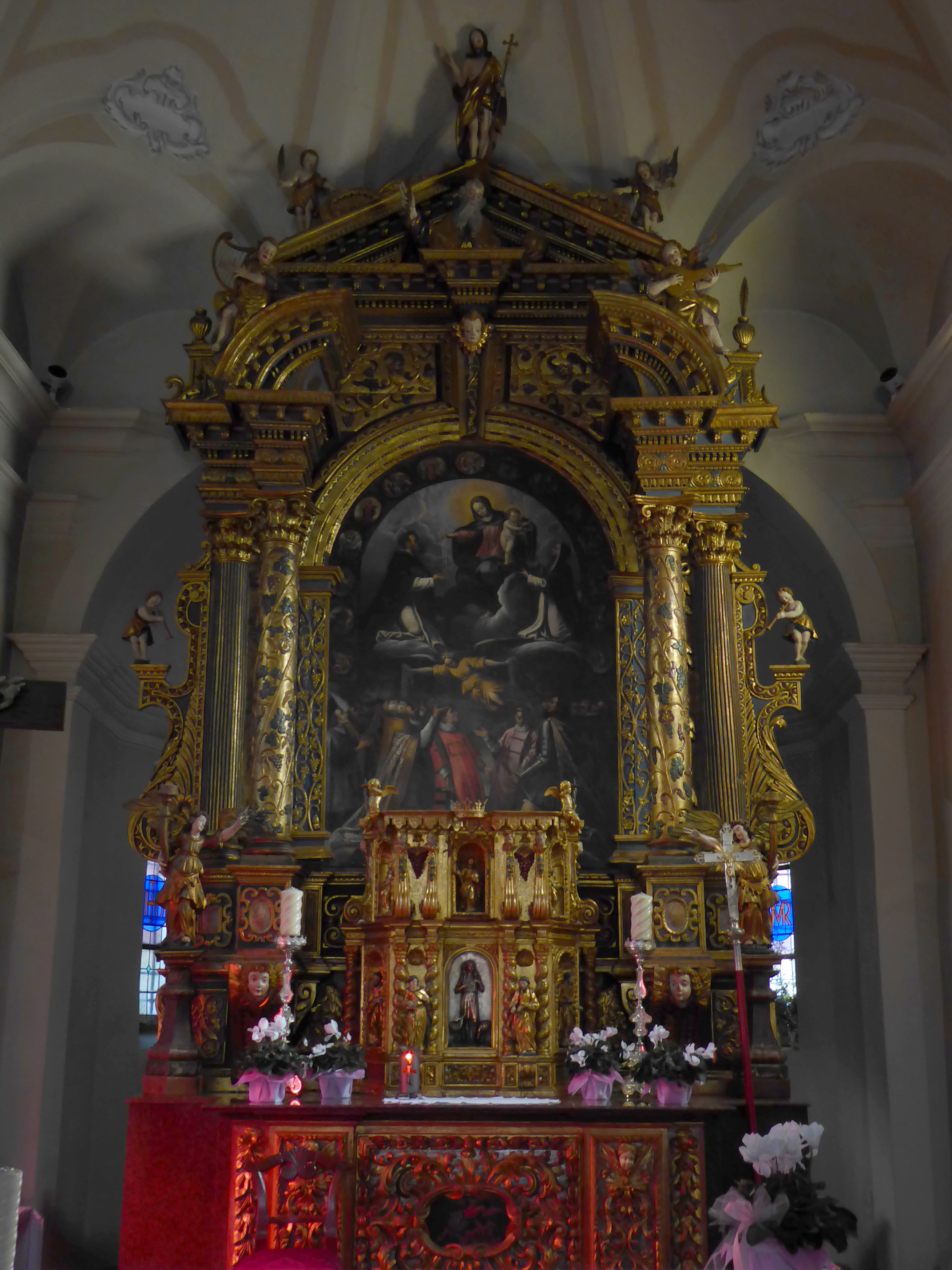
Altare maggiore

Un primo edificio religioso sembra essere stato costruito nella località di Sover già tra il VII e l'VIII secolo, quando i longobardi erano presenti sul territorio. A partire dal 1300 si iniziò ad ampliare questa primitiva costruzione e una prima fonte storica certa, la ecclesia de Sancto Laurentio a Sover, su pergamena, conservata negli archivi del duomo di Trento, la cita nel 1244.
Nel XVI secolo si procedette ad un suo restauro con ampliamento, in stile gotico, si sistemò il cimitero accanto all'edificio e la chiesa ottenne la dignità di curazia. Nel secolo successivo venne concesso il fonte battesimale e il 16 giugno 1631 venne consacrata.
A partire dalla metà del XVIII secolo fu eretto il campanile, con orologio, e l'edificio venne ulteriormente ampliato. Si procedette poi con la decorazione esterna della facciata.
Un secolo dopo venne decorata la sacrestia, a stucco, ed i lavori proseguirono a lungo. Seguirono altri ampliamenti, e vennero costruite cappelle laterali dedicate alla Madonna del Carmine e a Sant'Antonio Abate.
Ai primi del 1900 ebbe dignità di chiesa parrocchiale.
L'edificio superò indenne la prima guerra mondiale ma fu danneggiato da un incendio nel 1921, che a Sover interessò anche sette abitazioni civili. In quell'occasione vennero distrutte le coperture di quasi tutto l'edificio e nel 1922 si procedette al necessario restauro.
Attorno al 1969 è iniziato il lavoro di adeguamento liturgico in forma provvisoria. La nuova mensa rivolta al popolo è stata posta nel presbiterio e sulla destra, sotto l'arco santo, è stato fissato l'ambone è costituito da un leggio artistico in legno scolpito da Giacomo Morandini. L'altare maggiore storico viene mantenuto e la custodia eucaristica resta nel tabernacolo originale. La sede si trova nella parte presbiteriale di destra. L'altare maggiore ligneo è pregevole ed è stato scolpito da Giacomo Morandini da Cavalese.

## Descrizione

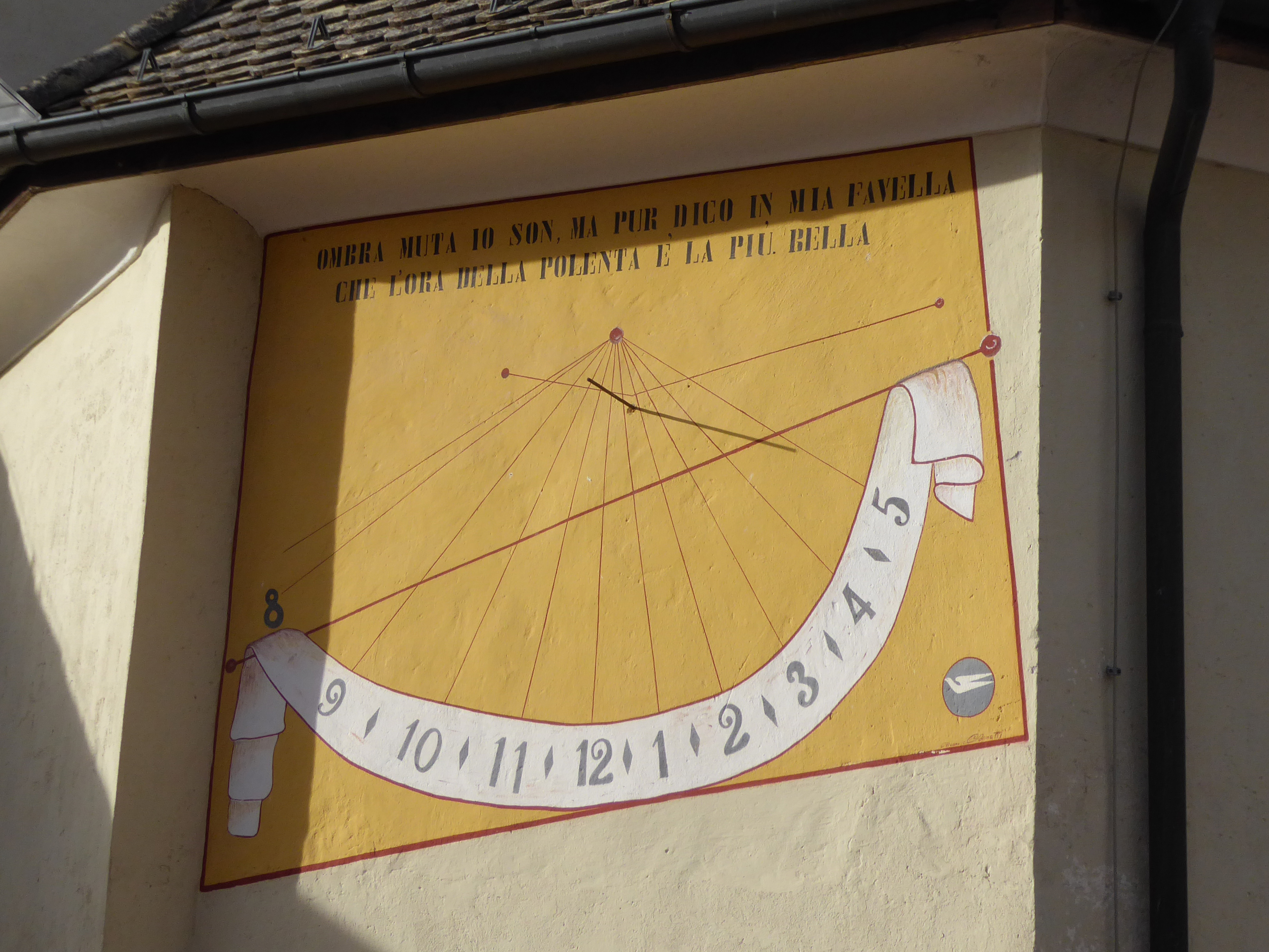
Meridiana sulla facciata meridionale.

### Esterni
La chiesa si trova al centro dell'abitato di Sover e mostra orientamento verso sud-est.
La facciata rispecchia la disposizione interna della sala con tre navate e si conclude con il frontone triangolare posto sul corpo centrale. Il portale di accesso è architravato e a sua volta ha un piccolo frontone. Sopra, in asse, si trova la grande finestra a lunetta che porta luce alla sala e nel timpano superiore la nicchia è centinata e con affresco. La torre campanaria si alza in posizione arretrata sulla sinistra, ha orologi su due facciate sovrastati dalla cella con aperture a monofora e si conclude col tamburo a base ottagonale con copertura a forma di campana. Sullo zoccolo della torre si trova la lapide, posta nel 1906, a ricordo dei capitani Antonio Lorenzo Sighel e Domenico Santuari e dello scontro che avvenne nel 1797 a Colbis contro le truppe di Napoleone.
Sulla parete esterna dell'abside vi sono due meridiane; su una di queste è riportato il motto: OMBRA MUTA IO SON, MA PUR DICO IN MIA FAVELLA CHE L'ORA DELLA POLENTA È LA PIÙ BELLA.

### Interni
Le navate interne sono tre ma solo la principale percorre la sala per tutta la sua lunghezza mentre le laterali vengono interrotte da cappelle. Il presbiterio è leggermente rialzato.